# グレート・ノーザン鉄道C1形蒸気機関車
グレート・ノーザン鉄道C1形蒸気機関車（グレートノーザンてつどうC1がたじょうききかんしゃ）は、イギリスの鉄道会社、グレート・ノーザン鉄道 (GNR) の蒸気機関車の形式である。

## 概要
GNRの技師ヘンリー・アイヴァットは1898年に急行旅客用に設計された車軸配置4-4-2(アトランティック)の蒸気機関車C1形をイギリスに導入した。1902年12月、彼は設計を適合させ、ボイラーの直径を4フィート8インチから5フィート6インチに増やしてNo. 251を作った。GNRは両方のタイプをC1として分類したが、LNERは比較的小さなボイラーを搭載した初期設計の通称クロンダイク型をC1として分類し、より大きなボイラーに置換し、出力と牽引力を向上させた通称ラージアトランティック型をC2として2種類に分類した。。
イギリスで最初に作られたアトランティック型の機関車で、1920年代にLNER A1形にその地位を譲るまで東海岸本線の出力機として活躍した。

## 開発
1880年代末にアメリカで初めて登場したアトランティック型の蒸気機関車は、従来のアメリカン型の車軸配置4-4-0に従輪を追加したことで、機関車の火床面積拡大による出力の増加と乗り心地の改善を達成した。アイヴァットは機関車の成功は水を沸騰させるその能力にかかっていると強く信じていたため、C1に当時の大きなボイラーと火室を与えた。ボイラーは大型だったが、対応するシリンダーサイズの増加はなく、C1はC2 Klondykesの 18.75インチx 24インチのシリンダーを保持した。No. 251はC2 Klondikeと同じスプリングを持っていたが、より重いデザインは不快な乗り心地をもたらした。長いスプリングはすぐに取り付けられた。
折しもGNRの主任技師パトリック・スターリングの死を受け、後任となったアイヴァットは東海岸本線の旅客輸送量の増加に対処する機関車を新造するにあたって、この車軸配置を設計に取り入れた。
1898年に建造された第1号機No.990には当時の同社の総支配人の名であるヘンリー・オークリーの名が与えられた。これは伝統的に機関車に固名を与えないGNRでは例外的な措置だった。その後は1900年から20両が製造され、当時ゴールドラッシュの起点となったカナダの峡谷にちなんでクロンダイク級と呼ばれた。
1904年にさらに20台のC1が製造されたが、最初のパフォーマンスは期待外れだった。幅の広い火室にはネジ逆転装置用のスペースがなかったため、代わりにレバー操作メカニズムが使用された。残念ながら、これは特にスピードで操作するのが困難だった。また、バルブのタイミングを制限するため、運転手は保守的な方法で機関車を扱う傾向があり、大量の水を使用する傾向があった。
1905年から1908年の間に、60台の大型ボイラーC1が単純な拡張で製造された。これらの機関車は、レバー逆転ギアを空気圧によって補助されたスクリュー逆転に置き換えた。ファイヤーボックスは、ネジを逆に取り付けるのに十分なスペースがあるように、少し再設計する必要があった。 Ivattはこの必要な再設計を利用して、正面の火室を深くした。傾斜が大きいため、石炭が前方に揺れ、発砲が促進された。以前の機関車は、このより深い火室でボイラーを取るためにフレームを変更する必要があった。変更は1925年に始まり、1933年に完了した。
Ivattの最後の開発は、1910年に構築された最後の10個のC1へのピストンバルブとシュミット過熱器の取り付けだった。過熱器の追加は、直径18.75インチから20インチへのシリンダーサイズの増加と一致した。当時、過熱はボイラー圧力を下げる方法として考えられていた。したがって、作動圧力は175psiから150psiに低下した。
パフォーマンスが低いため、Ivatt1905年3月、4気筒複合型（No. 292）を製造した。外側のシリンダーはトレーリングカップルドアクスルを駆動し、内側のシリンダーはリーディングカップルドアクスルを駆動した。Walschaertsバルブギアは外側のシリンダーで使用されていたが、内側のシリンダーにはStephensonバルブギアが取り付けられていた。スモークボックスの下にバルブが取り付けられており、機関車をシンプルなものから複合的なものに切り替えた。これは運転台から制御され、運転者は単純作業と複合作業を切り替えることができた。ボイラーは225psiで作動するように構築されたが、実際には200psiで作動した。225psiが使用されたことを示唆する証拠は見つからなかった。1910年から1912年の間に、元の高圧ボイラーの修理が行われている間、標準の175psi大西洋ボイラーが取り付けられた。No. 292（LNER No. 3292）は決して過熱されなかった。
GNRの取締役も満足せず、2番目の4気筒コンパウンド（No. 1300）が1905年7月に製造された。これは、GNRが幅広い仕様の5社にアプローチした後、Vulcan Foundryによって製造された。レイアウトはNo. 292に似ており、外側に高圧シリンダーがあり、ドライブが分割されている。ボイラーの作動圧力は200psiでした。最初の数千マイルのさまざまなトラブルのため、No。1300はすぐに悪い評判を獲得した。No. 1300、No。292、単純なNo. 296の比較試験では、No。292が最も石炭消費量が多かったのに対し、No。294はシリンダーが2つしかないため石油消費量が少なかった。1914年、No。1300にはロビンソン22要素過熱器が取り付けられ、スモークボックスは9インチ延長された。作動圧力は175psiに低下したと考えられており、エンジン図は引き続き200psiの作動圧力を示している。性能はまだ不十分でした。そのため、1917年にNo. 1300が破損したシリンダーに悩まされたとき、2気筒の単純なエンジンとして再構築する機会がありました。新しいフロントエンドフレームが必要だったが、非標準のボイラーが維持された。No. 1300のパフォーマンスは低下し続け、1924年10月に390,798マイルしか走らず撤退した。これは、同じ期間にすべて625,000マイル以上を管理したC1 No. 1407-9と比較された。1300はパフォーマンスが低下し続け、1924年10月に390,798マイルしか走らず撤退した。これは、同じ期間にすべて625,000マイル以上を管理したC1 No. 1407-9と比較される。1300はパフォーマンスが低下し続け、1924年10月に390,798マイルしか走らず撤退した。これは、同じ期間にすべて625,000マイル以上を管理したC1 No. 1407-9と比較された。
No. 1421は、Ivattの最後のC1複合機関車で、No。292と1300の両方の機能が組み込まれている。No。292のシリンダーとバルブギアのレイアウトが使用されたが、内側のスティーブンソンバルブギアはWalschaertsバルブの装備に置き換えられた。スライドバルブはわずかに異なる位置に配置され、内側のシリンダーの直径を18インチに増やすことができた。ボイラー圧力は200psiだった。テストについては知られていないが、No。1421はさまざまな問題を抱えていたが、No。292よりも優れているという評判があった。 Gresleyは、1914年に22要素のRobinson過熱器を追加することにより、No。1421を最初に変更した。1920年に、24要素のRobinson過熱器とピストンバルブを備えた標準のC1 Atlanticとして2回再建された。

## 改造
クロンダイク形は東海岸本線の急行牽引機として投入されたものの、当初期待された程の性能を発揮するためには依然として出力が不足していた。アイヴァットは加熱器の追加とシリンダー径の拡大によってこれに対処する一方、1902年に新しく追加生産された機体にはより大型のボイラーと火室を搭載して改良を加えた。1903年以降はこのラージ・アトランティック形がC1形の完成形として94両が生産され、相応の牽引力を備えた主力機として東海岸本線に投入された。

## 保存
クロンダイク型、ラージ・アトランティック型がそれぞれ一台づつ、計2両が静態保存されている。